# Clonuncaria coronae
Clonuncaria coronae es una especie de polilla de la familia Tortricidae. Se encuentra en Minas Gerais, Brasil.

## Descripción
La envergadura es de aproximadamente 11 mm. El color de fondo de las alas anteriores es marrón crema, con matices y estrigulaciones (vetas finas) algo más oscuras. Las alas traseras son de color marrón crema.

## Etimología
El nombre de la especie se refiere a la serie de espinas en los genitales y se deriva del latín corona. (que significa corona).